# Shin Arahan
Le vénérable Shin Arahan (birman ရှင်အရဟံ, ʃɪ̀ɴ ʔəɹəhàɴ ; formellement Dhammadassi Mahathera, birman ဓမ္မဒဿီ မဟာထေရ်, dəma̯dəθì məhàtʰe̯i, 1034–1115) fut le primat du royaume de Pagan de 1056 à 1115. Moine bouddhiste natif du royaume de Thaton, il fut le conseiller religieux de quatre rois de Pagan, d'Anawrahta à Alaungsithu. On lui attribue la conversion d'Anawrahta au bouddhisme theravada et la réforme du bouddhisme qui suivit dans le royaume. Il semble cependant que le theravada de Shin Arahan et de ses fidèles était encore très fortement imprégné d'hindouisme, si on la compare à l'orthodoxie bouddhiste plus tardive. Dans les 75 ans suivant sa mort, le bouddhisme de Pagan fut réaligné sur l'école Mahavihara du Sri Lanka, bien que son école Conjeveram-Thaton durât encore deux siècles avant de disparaître.
Quoi qu'il en soit, sa conversion d'Anawrahta est considérée comme un point tournant de l'histoire du theravada. La puissance du souverain contribua grandement à stabiliser une école du bouddhisme en recul ailleurs en Asie du Sud et du Sud-Est et la durée du royaume de Pagan lui permit plus tard de se répandre en Asie du Sud-Est continentale (XIIIe et XIVe siècles).

## Biographie
L'histoire de Shin Arahan apparaît pour la première fois dans le Maha Yazawingyi de 1724, avant d'être reprise dans la Chronique du Palais de cristal de 1829. Bien que certains historiens en aient vigoureusement contesté l'exactitude,, la plupart continuent à l'accepter comme un élément authentique de la tradition birmane.

### Voyage à Pagan
Selon la tradition, Shin Arahan était un moine theravada du royaume de Thaton. (Ses origines sont incertaines. Les chroniques birmanes le font naître de l'épouse vierge d'un brahmane. Il est généralement considéré comme d'ascendance mône, même si interrogé à ce sujet, il répondait plutôt qu'il était de la race de Bouddha et qu'il suivait le dharma de Bouddha.)
À 22 ans, insatisfait de la décadence du theravada et de l'influence croissante de l'hindouisme à Thaton, il partit pour le royaume de Pagan. Les chroniques mônes corroborent ce récit, glissant que le roi Manuha était coupable de compromis avec l'hindouisme. À Pagan, le jeune moine rencontra le roi Anawrahta, élevé dans le bouddhisme tantrique Ari, et le convertit au theravada. Le roi était lui aussi insatisfait de l'état du bouddhisme dans son royaume, considérant les moines Ari comme dépravés : ils mangeaient le soir, buvaient de l'alcool, faisaient des sacrifices animaux et profitaient d'une forme de droit de cuissage.
Leur association fut mutuellement profitable : Shin Arahan trouva en Anawrahta un souverain puissant, prêt à l'aider à réaliser son rêve de purification du bouddhisme ; Anawrahta trouva dans le theravada un moyen de briser le pouvoir du clergé et en Shin Arahan un guide spirituel pour l'y aider.

### Réformes
À partir de 1056, Anawrahta, guidé par Shin Arahan, mit en œuvre une série de réformes religieuses dans son royaume. Ces réformes commencèrent à s'imposer après la conquête de Thaton, lorsque les textes bouddhiques et le clergé du royaume vaincu furent ramenés à Pagan. Shin Arahan abrita les écritures dans le Pithaka Taik, bibliothèque bâtie l'année suivante, restaurée en 1783 par Bodawpaya et encore visible aujourd'hui.
Anawrahta brisa le pouvoir des moines Ari en déclarant  d'abord que sa cour n'interviendrait plus si des parents cessaient de leur offrir leurs enfants. Ceux qui leur étaient asservis reprirent leur liberté. Certains des moines se défroquèrent simplement ou acceptèrent les nouvelles règles. Mais la majorité, qui avait longtemps détenu le pouvoir, refusa de se soumettre. Anawrahta en bannit un grand nombre ; beaucoup s'enfuirent sur le Mont Popa et dans les collines shan. (Cependant le bouddhisme Ari ne disparut pas. Leurs descendants, connus sous le nom de moines de la forêt, demeurèrent une force protégée par le pouvoir royal jusqu'à la fin du royaume d'Ava (1527). De même, le culte animiste des Nats a survécu jusqu'à nos jours.)
Dans un second temps, Shin Arahan, qui considérait le bouddhisme de Thaton lui-même comme impur, essaya de revitaliser une forme plus orthodoxe du theravada en invitant des sages bouddhistes des pays voisins. Sur sa suggestion, Anawrahta invita des moines des pays môns et du Sri Lanka, ainsi que d'Inde, où ils fuyaient les conquérants musulmans.
Il supervisa aussi l'éducation du sangha et fonda plus d'un millier de monastères pour répandre le bouddhisme à travers le pays. Il parcourut tout le royaume, jusqu'au Tenasserim.
Quand son protecteur Anawrahta mourut en 1077, les réformes de Shin Arahan étaient en place depuis presque vingt ans. Il demeura le conseiller spirituel des trois souverains suivants, Sawlu, Kyanzittha et Alaungsithu, assistant à leurs trois cérémonies de couronnement.

### Décès
Shin Arahan mourut à Pagan en 1115 à 81 ans, sous le règne d'Alaungsithu. Son élève Shin Panthagu lui succéda comme primat du royaume.

## Le bouddhisme de Shin Arahan
Les historiens considèrent que, même réformée sous l'influence de Shan Arahan, la religion d'Anawrahta et des autres rois de Pagan était encore très fortement imprégnée d'hindouisme, si on la compare au bouddhisme birman plus orthodoxe des XVIIIe et XIXe siècles. Des éléments tantriques, shivaïtes et vishnouites avaient encore une grande importance parmi les élites, reflétant à la fois la relative immaturité de la première culture birmane et sa réceptivité non discriminante à l'égard des traditions non birmanes. (Le bouddhisme birman actuel comporte d'ailleurs encore de nombreux éléments animistes, mahayanistes et hindouistes.) Ces historiens mettent aussi en doute la contribution de Shin Arahan à la réforme religieuse, mettant en doute que le bouddhisme de Thaton ait vraiment été plus rigoureux que celui de Pagan.
De fait, aucune preuve le rattachant à cette réforme ne peut être trouvée à Pagan. Les preuves, quand elles existent, pointent dans le sens opposé. Shin Arahan aurait plaidé pour un renforcement des liens entre le bouddhisme birman et le dieu hindou Vishnou. Les fresques du petit temple de Nandamannya, dédicacé par Shin Arahan à Pagan, sont nettement d'inspiration Ari,. Toutes les histoires de la mémoire culturelle birmane montrent que la réforme ne s'est pas passée si proprement et clairement que le suggèrent les récits post-médiévaux. L'historien Than Tun écrit : « Le bouddhisme de l'époque du Bouddha était dans un certain sens pur, mais avec le temps qui passait il fut modifié pour s'adapter aux lieux et aux époques. Le Birmanie ne fait pas exception. »
Effectivement, dans le siècle suivant la mort de Shin Arahan, le bouddhisme de Pagan fut réaligné sur l'école Mahavihara du Sri Lanka, loin de son école Conjeveram-Thaton. En 1192, le Mahavihara devint l'école dominante du bouddhisme birman, grâce aux efforts de Shin Uttarajiva. Mais l'ordre fondé par Shin Arahan ne disparut pas facilement : le schisme dura deux siècles avant qu'il finît par s'éteindre.

## Conclusion
Le bouddhisme theravada de Shin Arahan n'était peut-être pas aussi pur que l'affirme la tradition, mais il représente néanmoins une figure importante de l'histoire de la Birmanie. Sa conversion d'Anawrahta est considérée comme un point tournant de l'histoire du theravada. La puissance du souverain contribua grandement à stabiliser une école du bouddhisme en recul ailleurs en Asie du Sud et du Sud-Est. En 1071, le Sri Lanka, berceau du theravada, dut demander à Pagan, qui n'était converti que depuis 15 ans, de lui en envoyer les textes, car sa guerre contre la dynastie indienne hindouiste Chola avait décimé la totalité de son clergé. En Asie du Sud-Est, seul le royaume de Pagan pratiquait le theravada, l'autre puissance continentale, l'Empire khmer, étant encore hindouiste. La protection de Pagan offrit au theravada un refuge essentiel, qui lui permit plus tard de se répandre au Siam, au Laos et au Cambodge (XIIIe et XIVe siècles).